# Triángulo de Koch
El triángulo de Koch (nombrado por el patólogo y cardiólogo Walter Koch) es un espacio anatómico triangular situado en la aurícula derecha del corazón que contiene el nódulo de Aschoff-Tawara .  Está delimitado por tres estructuras: en su límite superior, el tendón de Todaro - una prolongación de la válvula de Eustaquio (vena cava inferior) y la desembocadura del seno coronario. En su límite inferior izquierdo, la inserción de la valva septal (porción lateral de la válvula tricúspide) y en su límite posterior la desembocadura del seno coronario.
El triángulo de Koch posee la siguiente anatomía:
- El Apex o Vértice:  punto central del cuerpo fibroso, y es identificable con trans-iluminación.

- Borde anterior : zona lineal delimitada por el vértice  izquierdo y el punto  del borde basal tricuspídeo, es tangencial a la línea de unión  septal tricuspídeo.
- El borde basal (b): segmento de línea cerrada tangencial al contorno izquierdo del seno coronario, delimitado por el punto donde toca el anillo tricuspídeo en la parte anterior y la válvula de Eustaquio por la parte posterior.
- El borde posterior (c): segmento lineal cerrado delimitado por el vértice izquierdo y el punto del borde basal que contacta la valvula de Eustaquio sobre su borde derecho.
- El ángulo del ápice (A): ángulo incluido entre el borde anterior y el borde posterior.
- El ángulo de Eustaquio (E): ángulo incluido entre la región basal y el borde posterior.
- El ángulo de la valva septal (S): ángulo incluido entre la base y  el borde anterior.  ( Klimek-Piotrowska, W., Hołda, M. K., Koziej, M., Sałapa, K., Piątek, K., & Hołda, J. (2017). Geometry of Koch's triangle. Ep Europace, 19(3), 452-457.) https://commons.wikimedia.org/wiki/File:ANATOM%C3%8DA_DEL_TRIANGULO_DE_KOCH_CARDIACO.jpg